# Angélys

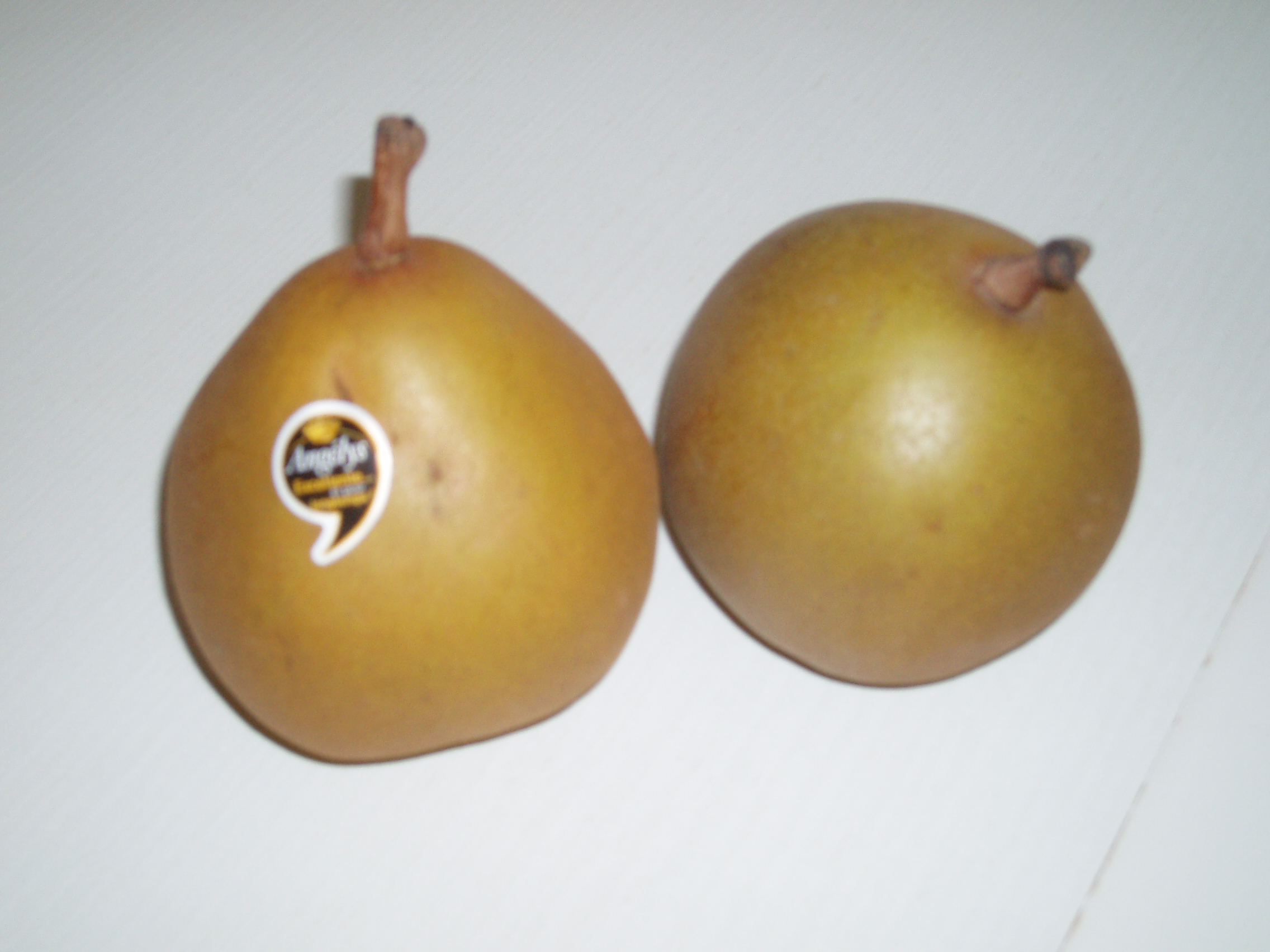
Poires Angélys.

Espèce
Classification phylogénétique
L'Angélys est une variété de poire, créée par l'Institut national de la recherche agronomique.
Cette variété de poire est commercialisée sous le nom « Angys ».

## Origine
Issue d'un croisement entre la Doyenné d'hiver et la Doyenné du Comice, la variété de poirier Angélys a été créée par l'Institut national de la recherche agronomique (Inra) en 1998. Les deux premières syllabes évoquent son lieu de création, Angers, et la troisième rappelle l’emblème des rois de France, le lys.

## Arbre
Ce poirier trouve une place privilégiée dans les terrains ensoleillés, légers et frais, pas trop calcaires. À partir du moment où il ne subit pas de situations trop froides ou trop humides, il s'adapte à tous les climats et reste un arbre très résistant aux maladies. 
Porte-greffe : cognassier de Provence.
Les variétés pollinisatrices sont 'Conférence', 'Doyenné du Comice' ou 'Williams'.

## Fruit
Le fruit peut se conserver dans un panier 15 jours à 3 semaines.
La poire paraît rustique, ventrue et cuivrée. Ses arômes sont intenses et fins, sa chair se révèle fondante et juteuse. C'est une poire goûteuse et de qualité.
Il s’agit d’une poire d’hiver. Elle se consomme en effet plutôt de décembre à juin.
Deux tests de dégustation réalisés au printemps 2011 permettent de classer Angélys en tête des variétés proposées.

## Appréciations générales
La poire a besoin de subir des températures froides pour mûrir et exprimer toutes ses saveurs.
Consommée crue ou cuite, ses parfums s'associent bien avec le fromage. 
Poêlée dans du beurre ou pochée, elle devient fondante et permet d'accompagner le canard, la viande blanche ou le gibier.
Pour aromatiser les poires, chaudes ou froides, on peut utiliser des épices comme la cannelle, la vanille, le gingembre et aussi le paprika.